# Птујско језеро
Птујско језеро (словеначки: Ptújsko jézero) је највеће вештачко језеро у Словенији.
Површина језера износи 346 хектара. Птујско језеро се налази на реци Драви у околини Птуја. Настало је преграђивањем реке Драве под Птујем (1968. године). Језеро служи као акумулација за хидроцентралу Формин, али такође и као рекреациона површина за веслање, једрење на дасци и риболов. Брана која преграђује реку је висока 19 метара а њена дужина износи 120 метара.